# Трёхозёрки (Курганская область)
Трёхозёрки (тат. Өчкүл) — село в Целинном муниципальном округе Курганской области России.

## Климат
Климат характеризуется как резко континентальный, с холодной продолжительной малоснежной зимой и жарким сухим летом. Средняя продолжительность безморозного периода составляет 113 дней. Среднегодовое количество атмосферных осадков — 397мм.

## История
Село основано татарами из Поволжья в 1880-е годы.
До 1917 года входило в состав Усть-Уйской волости Челябинского уезда Оренбургской губернии. По данным на 1926 год посëлок Трёхозёрки состоял из 139 хозяйств. В административном отношении являлся центром Трëхозëрского сельсовета Усть-Уйского района Челябинского округа Уральской области.

## Инфраструктура
До 1920-х годов в деревне действовала мечеть, ныне имеется мусульманская община.
При начальной школе работают кружки, в которых изучаются национальные обычаи и традиции татар, в рамках учебного курса «Основы религиозных культур и светской этики» преподаются основы исламской культуры.
Имеется дом культуры, при котором работают татарские музыкальные и танцевальные кружки.

## Население
| 1989 | 2002 | 2010 |
| ---- | ---- | ---- |
| 370  | ↘274 | ↘160 |

По данным переписи 1926 года в посёлке проживало 621 человек (264 мужчины и 357 женщин), в том числе: татары составляли 96 % населения, русские - 3 %.
Согласно переписи населения 2010 года в селе проживают татары, носители ичкинского говора казанского диалекта татарского языка.